# Rualena goleta
Rualena goleta là một loài nhện trong họ Agelenidae.
Loài này thuộc chi Rualena. Rualena goleta được Ralph Vary Chamberlin & Wilton Ivie miêu tả năm 1942.